# Condado de Taylor (Georgia)
El condado de Taylor (en inglés: Taylor County), fundado en 1852, es uno de 159 condados del estado estadounidense de Georgia. En el año 2000, el condado tenía una población de 8815 habitantes y una densidad poblacional de 9 personas por km². La sede del condado es Butler. El condado recibe su nombre por Zachary Taylor.

## Geografía
Según la Oficina del Censo, el condado tiene un área total de 984 km² (379,9 mi²), de la cual 976 km² (376,8 mi²) es tierra y 5 km² (1,9 mi²) (0.57%) es agua.

### Condados adyacentes
- Condado de Upson (norte)
- Condado de Crawford (noreste)
- Condado de Peach (este)
- Condado de Macon (sureste)
- Condado de Schley (sur)
- Condado de Marion (suroeste)
- Condado de Talbot (noroeste)

## Demografía
Según el censo de 2000, había 8815 personas, 3281 hogares y 2283 familias residiendo en la localidad. La densidad de población era de 9 hab./km². Había 3978 viviendas con una densidad media de 4 viviendas/km². El 55.39% de los habitantes eran blancos, el 42.56% afroamericanos, el 0.11% amerindios, el 0.18% asiáticos, el 0.01% isleños del Pacífico, el 0.93% de otras razas y el 0.28% pertenecía a dos o más razas. El 1.85% de la población eran hispanos o latinos de cualquier raza.
Los ingresos medios por hogar en la localidad eran de $26 097, y los ingresos medios por familia eran $32 513. Los hombres tenían unos ingresos medios de $26 444 frente a los $19 970 para las mujeres. La renta per cápita para el condado era de $14 197. Alrededor del 21.20% de la población estaban por debajo del umbral de pobreza.

## Transporte

### Principales carreteras
- U.S. Route 19
- U.S. Route 80
- SR 90
- SR 96
- SR 128
- SR 137
- SR 208

## Localidades
- Butler
- Reynolds
- Howard
- Mauk (no incorporado)
- Rupert (no incorporado)
- Potterville (no incorporado)